# Іджис

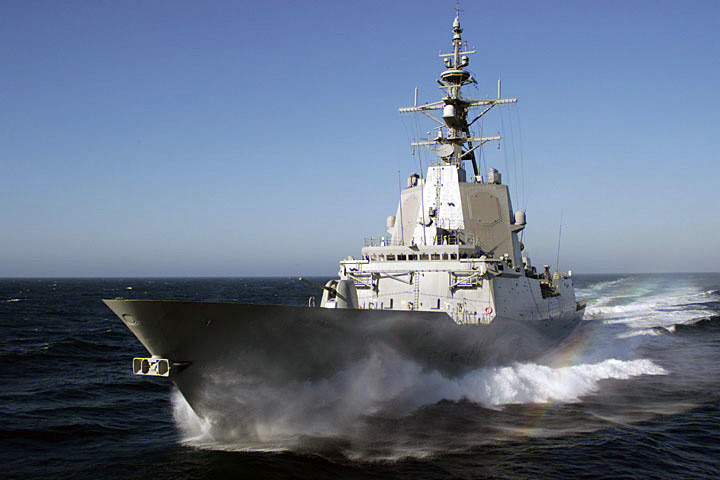
Фрегат типу «Альваро де Басан» ВМС Іспанії «Адміранте Хуан де Бурбон» (F-102) із встановленим комплексом «Іджіс»

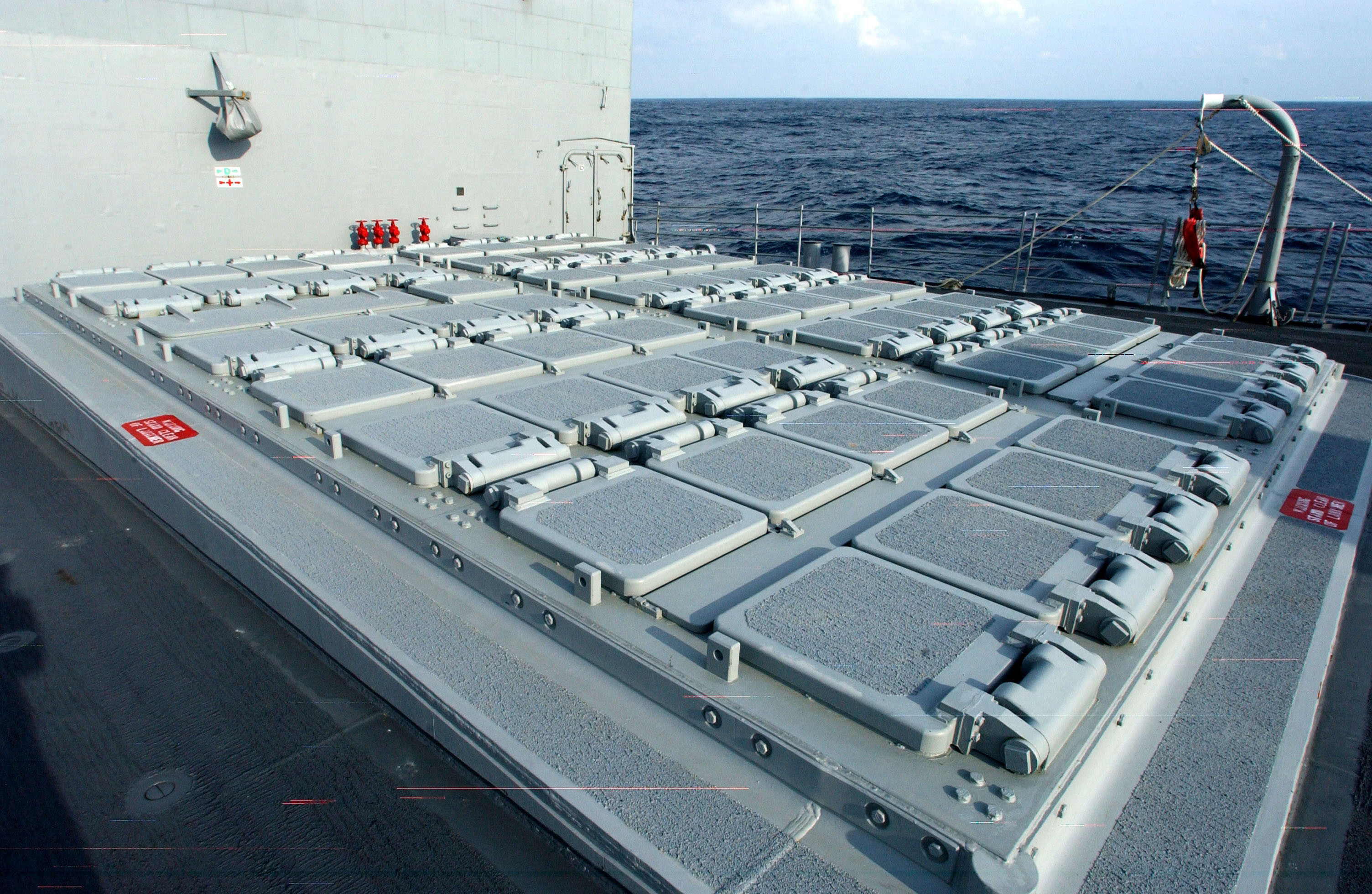
Універсальна установка вертикального пуску (УВП) Мк41 на борту ракетного крейсера типу «Тікондерога» USS San Jacinto (CG-56) ВМС США

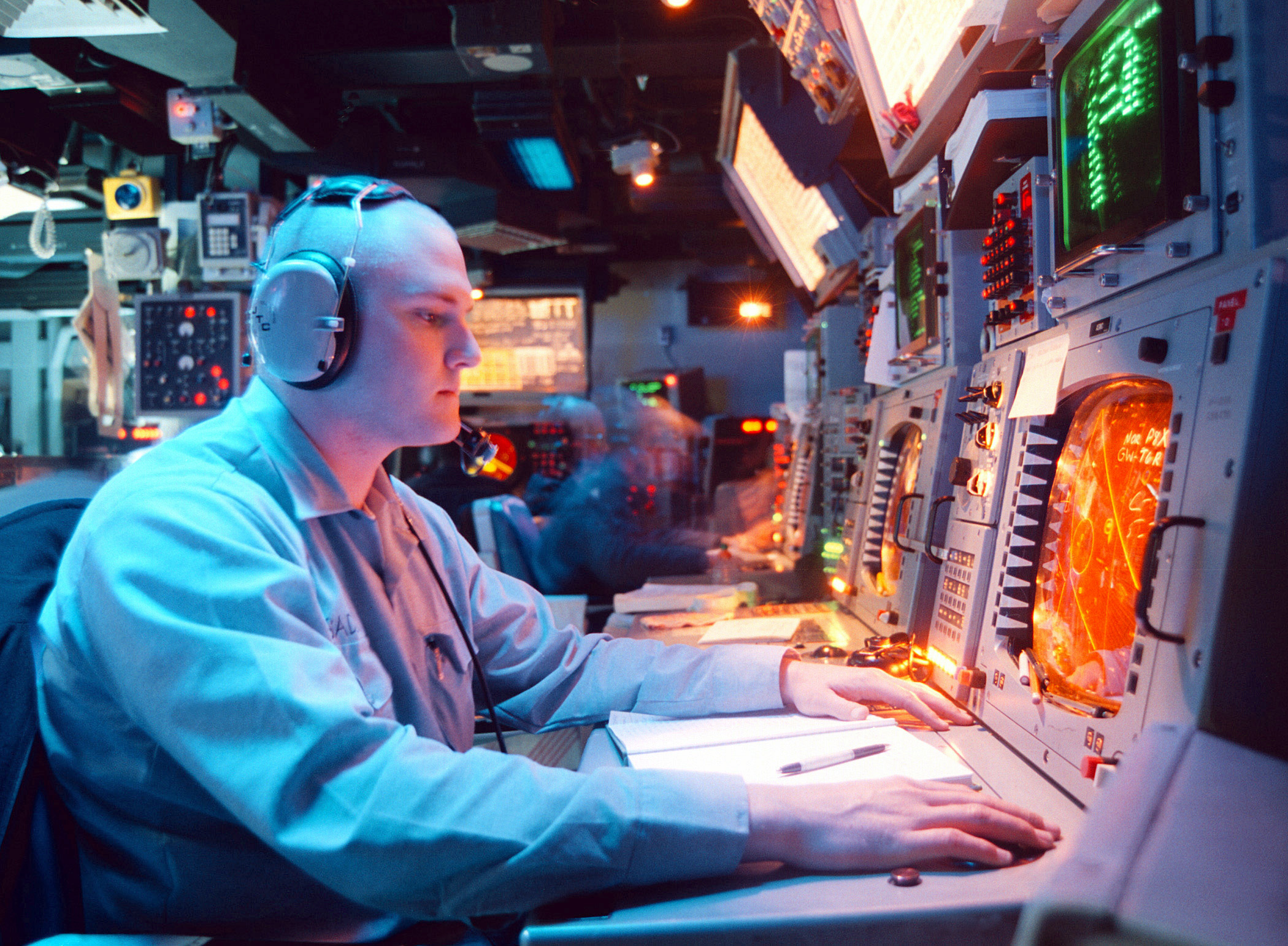
Панель управління системою на борту ракетного крейсера типу «Тікондерога» USS Normandy (CG-60), ВМС США (1997)

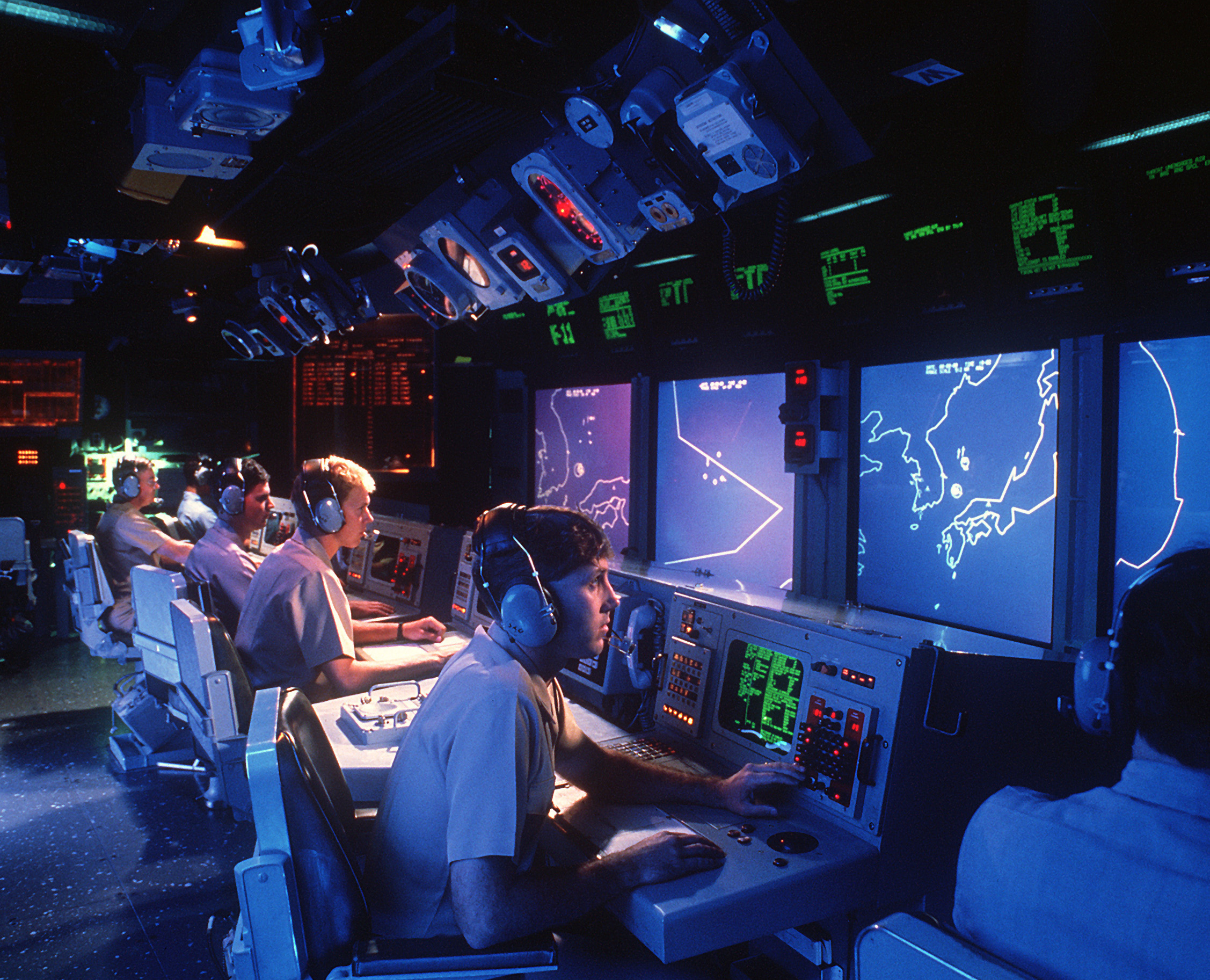
Інформаційний центр системи на борту ракетного крейсера типу «Тікондерога» USS Vincennes (CG-49) ВМС США

Aegis Combat System («Іджіс», від англ. Aegis — «Егіда», міфічний щит Зевса та Афіни) — американська корабельна багатофункціональна бойова інформаційно-керуюча система (БІКС), що являє собою інтегровану мережу корабельних засобів висвітлення обстановки, засобів ураження, таких як зенітні керовані ракети Standard missile 2 (SM-2) та більш сучасні Standard missile 3 (SM-3), й засобів управління, які формуються на базі широкого впровадження автоматизованих систем бойового управління (АСБУ). Система дозволяє приймати та обробляти інформацію з датчиків інших кораблів і літальних апаратів з'єднання, і видавати цілевказівки на їх пускові установки. Найменування «Іджіс» носить також ЗРК, застосовуваний у складі цієї БІКС.
До теперішнього часу БІКС «Іджіс» використовується ВМС США, ВМС Іспанії, Норвегії, Республіки Корея і Морськими силами самооборони Японії (у загальній складності нею обладнано понад 100 кораблів). Незабаром очікується установка «Іджіс» на нових есмінцях ППО ВМС Австралії. Крім того, оснащені цією системою кораблі ВМС США будуть використані як корабельний компонент європейської Системи протиракетної оборони НАТО.

## Історія
Адмірал Горшков, майте на увазі: «Іджіс» — у морі.
Оригінальний текст (англ.)
Stand by admiral Gorshkov: “Aegis” — at sea!
— Напис на транспаранті, розміщеному на борту головного крейсера типу «Тікондерога» в 1983 році.
Роботи зі створення перспективної системи бойового управління «Іджіс», призначеної для знищення літаків і ракетної зброї класів «повітря-корабель» та «корабель-корабель», почалися у грудні 1969 року. Дослідний зразок системи був встановлений на дослідне судно USS Norton Sound (AVM-1) у 1973 році.
Перший корабель, оснащений системою «Іджіс», ракетний крейсер типу «Тікондерога» USS Ticonderoga (CG-47), був зарахований до списків флоту 23 січня 1983 року. Установки вертикального пуску (УВП) Мк 41 першим отримав ракетний крейсер USS Bunker Hill (CG-52).
У наступні роки система неодноразово піддавалася глибокій модернізації із метою підвищення ефективності її інформаційно-розвідувальної та ударно-бойової складових. Реалізація довгострокової програми установки та модернізації цієї системи покладено одночасно на ВМС і Агентство з ПРО США, яке є головним органом, відповідальним за розробку, створення та розгортання системи ПРО США в глобальному масштабі.
За даними журналу jane's Defence Weekly, наприкінці 2011 р. ВМС США мали в цілому 24 кораблі, оснащених БІКС «Іджіс», у тому числі п'ять ракетних крейсерів типу «Тікондерога» та 19 есмінців типу «Арлі Берк». У майбутні роки Агентство з ПРО та ВМС США планують оснастити системою «Іджіс» 22 ракетних крейсера та практично усі есмінці з ракетним озброєнням — 62 одиниці. Довгострокова кораблебудівна програма ВМС, яка буде реалізована в 2011—2041 фінансові роки, передбачає модернізацію під зазначену систему до 84 таких кораблів.

## Конструкція
Основним елементом системи є РЛС кругового огляду AN/SPY-1 модифікацій A, або D з чотирма пасивними фазованними антенними решітками загальної середньої випромінюваної потужністю 32-58 кВт і піковою потужністю 4-6 МВт. Вона здатна здійснювати автоматичний пошук, виявлення, супровід 250—300 цілей і наведення по 18-ти найбільш загрозливих з цих ЗКР. Рішення про враження загрозливих для корабля цілей може прийматися автоматично.
Пуск ракет може проводитися з пускових установок похилого старту типу Mk 26 (зняті з озброєння) і універсальних установок вертикального пуску Мк 41, що розташовуються під основною палубою крейсерів і есмінців, які використовуються для розміщення системи.
Комп'ютерні системи управління та підтримки прийняття рішень є ядром «Іджіс». Вони дозволяють одночасно вирішувати завдання протиповітряної, протичовнової оборони та завдавати ударів по кораблях супротивника.

## Складові елементи системи «Іджіс»
Основні компоненти (підсистеми) багатофункціональної системи озброєння «Іджіс»:
1. вертоліт підсистеми LAMPS;
2. апаратура вертолітної підсистеми LAMPS Mark З;
3. РЛС виявлення повітряних (AN/SPS-49) і надводних (AN/SPS-55) цілей;
4. станція розпізнавання свій-чужий AN/UPX-29;
5. підсистема РЕБ AN/SLQ-32;
6. навігаційна апаратура;
7. БІКС ПЧО AN/SQQ-89 з внутрішньокорпусною ГАС AN/SQS-53 та буксуємою ГАС AN/SQR-19;
8. крайова апаратура цифрової лінії радіозв'язку (LINK-11);
9. автоматизована командно-керуюча підсистема (Mark 1);
10. автоматизована підсистема координованого управління корабельними комплексами зброї (Mark 1);
11. блок управління РЛС з ФАР (AN/SPY-1);
12. антенна та прийомопередаюча частина багатофункціональної РЛС (AN/SPY-1);
13. автоматизована підсистема перевірки на функціонування, пошуку та локалізації несправностей (Mark 545);
14. підсистема відображення інформації;
15. апаратура радіозв'язку;
16. кінцеві пристрої цифрової лінії радіозв'язку (LINK-4A);
17. пускова установка підсистеми постановки пасивних перешкод (Mark 36 SRBOC);
18. автоматизована підсистема управління артилерійським вогнем (Mark 86);
19. автоматизована підсистема управління стрільбою ЗРК «Іджіс» (Mark 99);
20. пускові установки для корабельних КР, ЗКР і ПРК (Mark 41);
21. автоматизована підсистема управління стрільбою КР «Томагавк»;
22. автоматизована підсистема управління стрільбою ПКР «Гарпун»;
23. зенітний артилерійський комплекс «Вулкан-Фаланкс» (Mark 15);
24. автоматизована підсистема управління стрільбою протичовнової зброї (Mark 116)[8].

Основні компоненти (підсистеми) багатофункціональної системи зброї «Іджіс» тісно взаємопов'язані. Засоби керування та системи контролю є загальними й використовуються у інтересах кожного елемента та всієї системи в цілому, до них належать Загальнокорабельний багатомашинний обчислювальний комплекс (ЗБОК) та підсистема відображення, до складу якої входить до 22 багатофункціональних пультів (БФП) з дисплеями тактичної обстановки, включаючи чотири командирських (на яких відображається узагальнена обстановка). Апаратура відображення розміщена в бойовому інформаційний центр (БІЦ) корабля. Функціонально вона поділяється на контури обробки тактичної інформації, оцінки цієї інформації і прийняття рішень, протиповітряної оборони, протичовнової боротьби, боротьби з надводними кораблями та завдавання ударів по берегу.

## Розробники
Первісна розробка системи «AEGIS (Airborne Early Warning Ground Integration Environment Segment)» була розпочата підрозділом компанії RCA, що спеціалізуються на ракетних системах і наземних радарах («Missile and Surface Radar Division»), який пізніше було придбано компанією General Electric. Тут розробку цієї системи продовжило відділення «Government Electronic Systems». У 1992 році цей і кілька інших аерокосмічних підрозділів компанії GE були продані компанії Martin Marietta, що увійшла 1995-го року в корпорацію Lockheed Martin.
Американські кораблі, оснащені «Іджіс», спочатку використовували ракети Standard-2, на даний час проходить переобладнання деяких з них на ракети Standard-3.
Якщо ракети-перехоплювачі SM-2 Block IV використовуються для знищення балістичних ракет у атмосфері на заключному етапі польоту, та їх бойова частина оснащується осколковим боєзарядом зі звичайною вибуховою речовиною, то ракета-перехоплювач SM-3 знищує балістичні ракети, що знаходяться у середній частині траєкторії і летять за межами атмосфери, за допомогою кінетичної боєголовки, тобто шляхом ударно-контактної взаємодії.

## Випробування
Випробування за програмою «Іджіс» розпочато в 2002 році. Станом на 2014 рік здійснено 29 успішних захоплень цілей.
- 6 листопада 2007 року вперше було виконане успішне перехоплення групової балістичної цілі. Обидві цілі були знищені в результаті прямого попадання ракет SM-3 за межами земної атмосфери, на висоті близько 180 км. Вогонь вівся з ракетного крейсера типу «Тікондерога» USS Lake Erie (CG-70)[en] під управлінням «Іджіс» версії 3.6.

- 21 лютого 2008 року ракета SM-3, випущена з ракетного крейсера USS Lake Erie (CG-70) у Тихому океані, уразила аварійний розвідувальний супутник USA-193 на висоті 247 км

- 24 червня 2008 року: успішні випробування ЗКР SM-6[12].

- 5 квітня 2011 року: успішне перехоплення балістичної ракети середньої дальності[5].

- 6 листопада 2014 року: одночасне перехоплення двох крилатих і однієї балістичної ракети над Тихим океаном. Стрілянина велася з ракетного есмінця типу «Арлі Берк» USS John Paul Jones (DDG-53) у районі Гавайських островів[11].

## Модифікації системи
У даний час використовується програмне забезпечення версії БІКС Aegis 3.6.1 і вдосконалена версія 4.0.1.
У найближчі роки[коли?] ВМС і Агентство з ПРО США планують встановити нові версії програмного забезпечення 5.0, 5.1 і 5.2, які будуть забезпечуватись новими процесорами для використання на ракетах-перехоплювачах SM-3. Агентство з ПРО США також здійснює модернізацію і самих протиракетних систем — розширення можливостей із відстеження складних балістичних ракетних цілей, посилення функцій активного ініціювання збою у програмному забезпеченні засобів подолання ПРО, встановлених на МБР і БРПЧ (Балістичні ракети підводних човнів) ймовірного противника, розробка протиракетних систем морського базування більшої дальності.
- Aegis BMD 3.6.1. — 2008 рік — здатна збивати ракети з дальністю польоту до 3500 км, ракета SM-3 Block IA;
- Aegis BMD 4.0.1. — 2014 рік — передбачається здатність збивати ракети з дальністю польоту до 5500 км, ракета SM-3 Block IA/IB;
- Aegis BMD 5.0.1. — 2016 рік — передбачається здатність збивати ракети з дальністю польоту до 5500 км, ракети SM-3 Block IA/IB і SM-6;
- Aegis BMD 5.1.1. — 2020 рік — передбачається здатність збивати ракети з дальністю польоту до 5500 км, обмежено по МБР, ракети SM-3 Block IA/IB/IIA і SM-6;
- Aegis BMD 5.1.1. (4 фаза) — 2022 рік — передбачається здатність збивати ракети з дальністю польоту до 5500 км, обмежено по МБР, ракети SM-3 Block IA/IA/IB/IIB, SM-6.

### Aegis Ashore
Наземна модифікація комплексу створена з елементів корабельної версії встановленої на есмінцях «Арлі Берк» Серії ІІА. Тут так само використана РЛС AN/SPY-1 та вертикальні пускові установки Mk 41.

## Тактико-технічні характеристики
- Дальність виявлення висотних повітряно-космічних цілей (ВЦ) при пошуку в верхній півсфері простору обмежується приблизно 320 км.

## Встановлено на кораблях
- Крейсери типу «Тікондерога»
- Есмінці типу «Арлі Берк»
- Ескадрені міноносці типу «Конго»
- Ескадрені міноносці типу «Атаго»
- Ескадрені міноносці типу «Король Седжон»
- Фрегати типу «Фрітьоф Нансен»
- Фрегати типу «Альваро де Басан»

У перспективі радар передбачається встановити на есмінцях типу «Хобарт» (Австралія).

## Оператори

### Канада
В травні 2021 року Державний департамент США схвалив угоду на можливий продаж Канаді військового обладнання виробництва фірми Lockheed Martin на суму 1,7 млрд доларів США. Серед іншого, до угоди входить: 4 корабельних комплектів бойової системи AEGIS Combat System (ACS); один комплект комп'ютерного ПЗ AEGIS Combat System Computer Program; чотири корабельних комплекти AN/SPY-7 твердотільних складових радарів; чотири корабельних комплекти системи Cooperative Engagement Capability (CEC); три корабельних комплекти вертикальних пускових установок MK 41.